# Odvolací soudy Spojených států amerických

Mapa geografických hranic okruhů Odvolacího soudu Spojených států amerických a obvodních soudů

Odvolací soudy Spojených států neboli okruhové soudy (angl. United States courts of appeals, hovorově Circuit courts) jsou prostředním článkem systému odvolacích soudů federálního soudnictví Spojených států. Tyto soudy jsou rozděleny do 13 okruhů a každý se věnuje odvolání z obvodních soudů ve svých hranicích, nebo v některých případech i z jiných přidělených federálních soudů či vládních agentur. Odvolání z okruhových soudů jdou pak vždy k nejvyššímu soudu Spojených států.
Odvolací soudy Spojených států jsou řazeny mezi nejmocnější a nejvlivnější soudy ve Spojených státech. Kvůli jejich schopnosti nastavovat právní precedenty v oblastech zahrnujících milióny Američanů mají odvolací soudy mají velký vliv na americké právo. Navíc slouží odvolací soudy jako finální rozhodce naprosté většiny federálních případů, neboť nejvyšší soud rozhoduje o méně než 2 % ze sedmi až osmi tisíc případů, které k němu každoročně doputují. Zvláště vlivným je zejména okruh D.C., neboť zahrnuje Washington, D.C. a tedy pokrývá kongres Spojených států a americká ministerstva a vládní agentury. Vlivným je také devátý okruh, který pokrývá téměř celý západ Spojených států a tedy 20 % obyvatelstva USA.
V současné době je kongresem Spojených států, v návaznosti na článek III ústavy Spojených států, autorizováno 179 pozic soudců odvolacích soudů. Tito soudci jsou, stejně jako ostatní soudci federálních soudů, nominováni do svých pozic prezidentem Spojených států a potvrzováni senátem Spojených států. Jmenování na pozici soudce je doživotní a jejich roční plat činí (k roku 2019) 223 700 dolarů. Počet soudců v aktivní službě nicméně není stálý, jednak kvůli různým dočasně neobsazeným pozicím a jednak proto, že určitou část práce zajišťují i částečně penzionovaní seniorní soudci, kteří již nejsou do autorizovaného limitu počítáni.
Jedenáct číslovaných okruhů a D.C. okruh jsou geograficky definované hranicemi jejich přidělených oblastních soudů Spojených států. Desátý okruh je unikátní v tom, že zahrnuje i malou část států Idaho a Montana, neboť oblastní soud pro Wyoming zahrnuje i celý Yellowstonský národní park. Třináctý okruhový odvolací soud je pak soudem federálním, který má celonárodní jurisdikci v odvolacích řízeních ve specializovaných záležitostech. Všechny odvolací soudy rozhodují i odvolání v některých rozhodnutích ministerstev a federálních agentur, ale největší podíl na této agendě má okruhový odvolací soud pro D.C. Federální okruh rozhoduje odvolání od specializovaných soudů, primárně od Soudu Spojených států pro mezinárodní obchod a Soudu Spojených států pro federální nároky, ale i odvolání od okruhových soudů v záležitostech patentových řízení a jiných specializovaných záležitostí.
Rozhodnutí odvolacích soudů byla od jejich ustavení publikována soukromou společností West Publishing v sérii Federal Reporter. Zahrnuta jsou však pouze rozhodnutí, která soud k publikaci označí. Nepublikované názory (všech kromě pátého a jedenáctého okruhu) jsou publikovány odděleně v sérii Federal Appendix stejné společnosti a jsou také k dispozici v online databázích jako LexisNexis nebo Westlaw. V nedávné minulosti začala být rozhodnutí soudů dávána k dispozici elektronicky na oficiálních webových stránkách jednotlivých soudů. Nicméně, jsou i taková rozhodnutí federálních soudů, která jsou z bezpečnostních důvodů utajena.
Okruh s nejnižším počtem odvolacích soudců je První okruh, zatímco nejvyšší počet soudců je v geograficky rozlehlém a lidnatém Devátém okruhu na západě Spojených států. Počty soudců, autorizované Kongresem pro jednotlivé okruhy jsou dány zákonem 28 U.S. Code § 44, zatímco místa, kde jsou soudci pravidelně povinni slyšet případy, jsou definována 28 U.S. Code § 48.
Ačkoli jsou odvolací soudy často nazývány okruhovými soudy, neměly by být zaměňovány s bývalými Okruhovými soudy Spojených států, které byly aktivní v letech 1789–1911, kdy cestování na delší vzdálenosti bylo méně dostupné a tyto soudy byly primárně federálními soudy první úrovně, které se periodicky přesouvaly z místa na místo v rámci svých okruhů, aby byly k dispozici roztroušené populaci v tehdy existujících menších městech. Současný systém odvolacích soudů byl zaveden zákonem o soudnictví z roku 1891, také známým jako Evarts Act.

## Počet obyvatel v jednotlivých okruzích
Podle sčítání lidu z roku 2010 je počet obyvatel v jednotlivých okruzích odvolacího soudu následující:
| Okruh           | Autorizovaní soudci | Počet obyvatel | Procento z celkového počtu obyvatel USA | Počet obyvatel na 1 autorizovaného soudce |
| --------------- | ------------------- | -------------- | --------------------------------------- | ----------------------------------------- |
| Okruh pro D.C.  | 11                  | 601 723        | 0,19 %                                  | 54 702                                    |
| První okruh     | 6                   | 13 970 816     | 4,47 %                                  | 2 328 469                                 |
| Druhý okruh     | 13                  | 23 577 940     | 7,54 %                                  | 1 813 688                                 |
| Třetí okruh     | 14                  | 22 498 612     | 7,19 %                                  | 1 607 044                                 |
| Čtvrtý okruh    | 15                  | 29 788 417     | 9,52 %                                  | 1 985 894                                 |
| Pátý okruh      | 17                  | 32 646 230     | 10,44 %                                 | 1 920 366                                 |
| Šestý okruh     | 16                  | 32 105 616     | 10,26 %                                 | 2 006 601                                 |
| Sedmý okruh     | 11                  | 25 001 420     | 7,99 %                                  | 2 272 856                                 |
| Osmý okruh      | 11                  | 20 568 237     | 6,58 %                                  | 1 869 840                                 |
| Devátý okruh    | 29                  | 61 742 908     | 19,74 %                                 | 2 129 066                                 |
| Desátý okruh    | 12                  | 17 020 355     | 5,44 %                                  | 1 418 363                                 |
| Jedenáctý okruh | 12                  | 33 268 699     | 10,64 %                                 | 2 772 392                                 |
| Federální okruh | 12                  | —              | —                                       | —                                         |
| Celkem          | 179                 | 312 790 973    | 100 %                                   | 1 747 436                                 |